# Frank-Peter Roetsch
Frank-Peter Roetsch (Güstrow, 19 de abril de 1964) es un deportista de la RDA que compitió en biatlón.
Participó en tres Juegos Olímpicos de Invierno, entre los años 1984 y 1992, obteniendo en total tres medallas: plata en Sarajevo 1984 y dos oros en Calgary 1988. Ganó diez medallas en el Campeonato Mundial de Biatlón entre los años 1983 y 1989.

## Palmarés internacional
| Juegos Olímpicos   | Juegos Olímpicos             | Juegos Olímpicos | Juegos Olímpicos |
| Año                | Lugar                        | Medalla          | Prueba           |
| ------------------ | ---------------------------- | ---------------- | ---------------- |
| 1984               | Sarajevo (Yugoslavia)        | Medalla de plata | Individual       |
| 1988               | Calgary (Canadá)             | Medalla de oro   | Velocidad        |
| 1988               | Calgary (Canadá)             | Medalla de oro   | Individual       |
| Campeonato Mundial |                              |                  |                  |
| Año                | Lugar                        | Medalla          | Prueba           |
| 1983               | Antholz (Italia)             | Medalla de plata | Individual       |
| 1983               | Antholz (Italia)             | Medalla de plata | Relevo           |
| 1985               | Ruhpolding (RFA)             | Medalla de oro   | Velocidad        |
| 1985               | Ruhpolding (RFA)             | Medalla de plata | individual       |
| 1985               | Ruhpolding (RFA)             | Medalla de plata | Relevo           |
| 1986               | Oslo (Noruega)               | Medalla de plata | Relevo           |
| 1987               | Lake Placid (Estados Unidos) | Medalla de oro   | Velocidad        |
| 1987               | Lake Placid (Estados Unidos) | Medalla de oro   | Individual       |
| 1987               | Lake Placid (Estados Unidos) | Medalla de oro   | Relevo           |
| 1989               | Feistritz (Austria)          | Medalla de oro   | Relevo           |